# Unione Sportiva Avellino 1981-1982
Questa voce raccoglie le informazioni riguardanti l'Unione Sportiva Avellino nelle competizioni ufficiali della stagione 1981-1982.

## Stagione
Nella stagione 1981-1982 altro campionato da mettere in cornice per l'Avellino di Antonio Sibilia nel massimo campionato. Si parte con la conferma di Luís Vinício sulla panca dei lupi d'Irpinia, poi dopo la sconfitta di Bologna (1-0) ai primi di marzo, la squadra biancoverde viene affidata a Claudio Tobia che con 27 punti raggiunge un onorevole ottavo posto. Al termine dell'andata l'Avellino è stato quinto con 16 punti, con 8 reti il miglior marcatore stagionale è stato il brasiliano Juary.
Nella Coppa Italia l'Avellino disputa prima del campionato il quinto girone di qualificazione, che promuove il Napoli ai quarti di finale.

## Divise e sponsor

Il capitano Di Somma e Juary con la nuova maglia sponsorizzata.

Lo sponsor tecnico per la stagione 1981-1982 fu adidas, mentre lo sponsor ufficiale fu Iveco.
| Casa |

## Organigramma societario
Area direttiva
- Presidente: Antonio Sibilia
- Segretario: Pierpaolo Marino

Area tecnica
- Direttore sportivo: Carlo Montanari
- Allenatore: Luís Vinício, poi dall'8 marzo Claudio Tobia
- Allenatore in seconda: Claudio Tobia, poi dall'8 marzo ? ?

Area sanitaria
- Medico sociale: Franco Cerullo
- Massaggiatore: Vincenzo De Luca Picioni

## Rosa
| N. |                   | Ruolo | Calciatore                    |
| -- | ----------------- | ----- | ----------------------------- |
|    | Italia (bandiera) | P     | Gino Bertuzzi                 |
|    | Italia (bandiera) | P     | Giovanni Cervone              |
|    | Italia (bandiera) | P     | Nicola Di Leo                 |
|    | Italia (bandiera) | P     | Stefano Tacconi               |
|    | Italia (bandiera) | D     | Luca Bottura                  |
|    | Italia (bandiera) | D     | Corrado Canzi                 |
|    | Italia (bandiera) | D     | Nello Dal Corso               |
|    | Italia (bandiera) | D     | Salvatore Di Somma (capitano) |
|    | Italia (bandiera) | D     | Luciano Favero                |
|    | Italia (bandiera) | D     | Guglielmo Ferrante            |
|    | Italia (bandiera) | D     | Danilo Ferrari                |
|    | Italia (bandiera) | D     | Franco Ipsaro Passione        |
|    | Italia (bandiera) | D     | Ciro Pezzella                 |
|    | Italia (bandiera) | D     | Federico Rossi                |
|    | Italia (bandiera) | D     | Massimo Venturini             |
|    | Italia (bandiera) | C     | Fernando De Napoli            |
|    | Italia (bandiera) | C     | Massimo Esposito              |
|    | Italia (bandiera) | C     | Luciano Facchini              |

| N. |                    | Ruolo | Calciatore                |
| -- | ------------------ | ----- | ------------------------- |
|    | Italia (bandiera)  | C     | Maurizio Giovannelli      |
|    | Italia (bandiera)  | C     | Pietro Maiellaro          |
|    | Italia (bandiera)  | C     | Paolo Milella             |
|    | Italia (bandiera)  | C     | Marco Pecoraro Scanio     |
|    | Italia (bandiera)  | C     | Giacomo Piangerelli       |
|    | Italia (bandiera)  | C     | Giorgio Redeghieri        |
|    | Italia (bandiera)  | C     | Gian Pietro Tagliaferri   |
|    | Italia (bandiera)  | C     | Pellegrino Valente        |
|    | Italia (bandiera)  | C     | Beniamino Vignola         |
|    | Italia (bandiera)  | A     | Salvatore Campilongo      |
|    | Italia (bandiera)  | A     | Vito Chimenti (II)        |
|    | Italia (bandiera)  | A     | Nicola D'Ottavio          |
|    | Italia (bandiera)  | A     | Armando Gambino           |
|    | Brasile (bandiera) | A     | Juary                     |
|    | Italia (bandiera)  | A     | Luigi Marulla             |
|    | Italia (bandiera)  | A     | Mario Piga (vicecapitano) |
|    | Italia (bandiera)  | A     | Agostino Spica            |

## Risultati

### Serie A

#### Girone di andata
| Roma 13 settembre 1981 1ª giornata | Roma          | 0 – 0 | Avellino | Stadio Olimpico\| Arbitro: \| Redini (Pisa) \| |
| Arbitro:                           | Redini (Pisa) |       |          |                                                |

| Arbitro: | Barbaresco (Cormons) |

|  |           |            |
|  | Marcatori | 18’ Virdis |

| Arbitro: | Benedetti (Roma) |

|             |           |                              |
| Gerolin 90’ | Marcatori | 22’ Chimenti 33’ Tagliaferri |

| Avellino 4 ottobre 1981 4ª giornata | Avellino           | 0 – 0 | Genoa | Stadio Partenio\| Arbitro: \| Patrussi (Ravenna) \| |
| Arbitro:                            | Patrussi (Ravenna) |       |       |                                                     |

| Arbitro: | Ballerini (La Spezia) |

|             |           |  |
| Graziani 1’ | Marcatori |  |

| Arbitro: | Agnolin (Bassano del Grappa) |

|  |           |           |
|  | Marcatori | 8’ Chiodi |

| Napoli 1º novembre 1981 7ª giornata | Napoli            | 0 – 0 | Avellino | Stadio San Paolo\| Arbitro: \| Mattei (Macerata) \| |
| Arbitro:                            | Mattei (Macerata) |       |          |                                                     |

| Arbitro: | Menicucci (Firenze) |

|                    |           |  |
| Vignola 65’ (rig.) | Marcatori |  |

| Catanzaro 22 novembre 1981 9ª giornata | Catanzaro        | 0 – 0 | Avellino | Stadio Comunale\| Arbitro: \| Benedetti (Roma) \| |
| Arbitro:                               | Benedetti (Roma) |       |          |                                                   |

| Arbitro: | Lanese (Messina) |

|                        |           |  |
| Juary 24’ Chimenti 72’ | Marcatori |  |

| Arbitro: | Prati (Parma) |

|                     |           |             |
| Di Somma 42’ (aut.) | Marcatori | 87’ Ferrari |

| Arbitro: | Longhi (Roma) |

|                    |           |  |
| Juary 24’ Piga 42’ | Marcatori |  |

| Arbitro: | Pairetto (Torino) |

|  |           |           |
|  | Marcatori | 48’ Juary |

| Cagliari 10 gennaio 1982 14ª giornata | Cagliari        | 0 – 0 | Avellino | Stadio Sant'Elia\| Arbitro: \| Milan (Treviso) \| |
| Arbitro:                              | Milan (Treviso) |       |          |                                                   |

| Arbitro: | Redini (Pisa) |

|  |           |               |
|  | Marcatori | 79’ Altobelli |

#### Girone di ritorno
| Arbitro: | Lo Bello (Siracusa) |

|           |           |  |
| Juary 72’ | Marcatori |  |

| Arbitro: | Casarin (Milano) |

|                                             |           |  |
| Virdis 4’, 46’, 83’ (rig.) Brady 27’ (rig.) | Marcatori |  |

| Arbitro: | Mattei (Macerata) |

|  |           |               |
|  | Marcatori | 40’ Galparoli |

| Arbitro: | Menicucci (Firenze) |

|  |           |                             |
|  | Marcatori | 61’ Vignola 79’ Giovannelli |

| Arbitro: | Barbaresco (Cormons) |

|              |           |                         |
| Facchini 85’ | Marcatori | 64’ Bertoni 77’ Massaro |

| Arbitro: | Mattei (Macerata) |

|             |           |  |
| Mancini 76’ | Marcatori |  |

| Arbitro: | Menicucci (Firenze) |

|                               |           |  |
| Giovannelli 5’ Juary 44’, 49’ | Marcatori |  |

| Arbitro: | Bianciardi (Siena) |

|             |           |          |
| Carotti 33’ | Marcatori | 17’ Piga |

| Arbitro: | Magni (Bergamo) |

|              |           |  |
| Chimenti 86’ | Marcatori |  |

| Arbitro: | Benedetti (Roma) |

|                          |           |  |
| Garlini 30’ Gabriele 89’ | Marcatori |  |

| Avellino 18 aprile 1982 26ª giornata | Avellino          | 0 – 0 | Torino | Stadio Partenio\| Arbitro: \| Mattei (Macerata) \| |
| Arbitro:                             | Mattei (Macerata) |       |        |                                                    |

| Arbitro: | Agnolin (Bassano del Grappa) |

|                           |           |          |
| Novellino 25’ Maldera 28’ | Marcatori | 2’ Juary |

| Arbitro: | Falzier (Treviso) |

|             |           |               |
| Vignola 82’ | Marcatori | 31’ Di Nicola |

| Arbitro: | Longhi (Roma) |

|           |           |                                           |
| Juary 42’ | Marcatori | 11’, 90’ Selvaggi 46’ Piras 85’ Marchetti |

| Arbitro: | Bianciardi (Siena) |

|                                   |           |                 |
| Prohaska 60’ (rig.) Altobelli 63’ | Marcatori | 90’ Giovannelli |

### Coppa Italia

#### Primo turno
| Cremona 23 agosto 1981 1ª giornata | Cremonese     | 0 – 0 | Avellino | Stadio Giovanni Zini\| Arbitro: \| Lops (Torino) \| |
| Arbitro:                           | Lops (Torino) |       |          |                                                     |

| Arbitro: | Lanese (Messina) |

|                |           |             |
| Mandorlini 83’ | Marcatori | 15’ Vignola |

| 30 agosto 1981 3ª giornata |  | – Turno riposo Avellino |  |  |

| Avellino 2 settembre 1981 4ª giornata | Avellino             | 0 – 0 | Napoli | Stadio Partenio\| Arbitro: \| Barbaresco (Cormons) \| |
| Arbitro:                              | Barbaresco (Cormons) |       |        |                                                       |

| Avellino 6 settembre 1981 5ª giornata | Avellino       | 0 – 0 | Bari | Stadio Partenio\| Arbitro: \| Pieri (Genova) \| |
| Arbitro:                              | Pieri (Genova) |       |      |                                                 |

## Statistiche

### Statistiche di squadra
| Competizione | Punti | In casa | In casa | In casa | In casa | In casa | In casa | In trasferta | In trasferta | In trasferta | In trasferta | In trasferta | In trasferta | Totale | Totale | Totale | Totale | Totale | Totale | DR |
| Competizione | Punti | G       | V       | N       | P       | Gf      | Gs      | G            | V            | N            | P            | Gf           | Gs           | G      | V      | N      | P      | Gf     | Gs     | DR |
| ------------ | ----- | ------- | ------- | ------- | ------- | ------- | ------- | ------------ | ------------ | ------------ | ------------ | ------------ | ------------ | ------ | ------ | ------ | ------ | ------ | ------ | -- |
| Serie A      | 27    | 15      | 6       | 3       | 6       | 13      | 11      | 15           | 3            | 6            | 6            | 9            | 15           | 30     | 9      | 9      | 12     | 22     | 26     | -4 |
| Coppa Italia |       | 2       | 0       | 2       | 0       | 1       | 1       | 2            | 0            | 2            | 0            | 0            | 0            | 4      | 0      | 4      | 0      | 1      | 1      | 0  |
| Totale       | -     | 17      | 6       | 5       | 6       | 14      | 12      | 17           | 3            | 8            | 6            | 9            | 15           | 34     | 9      | 13     | 12     | 23     | 27     | -4 |

### Statistiche dei giocatori[3]
| Giocatore          | Serie A  | Serie A | Serie A     | Serie A    | Coppa Italia | Coppa Italia | Coppa Italia | Coppa Italia | Totale   | Totale | Totale      | Totale     |
| Giocatore          | Presenze | Reti    | Ammonizioni | Espulsioni | Presenze     | Reti         | Ammonizioni  | Espulsioni   | Presenze | Reti   | Ammonizioni | Espulsioni |
| ------------------ | -------- | ------- | ----------- | ---------- | ------------ | ------------ | ------------ | ------------ | -------- | ------ | ----------- | ---------- |
| L. Bartolini       | -        | -       | -           | -          | 2            | 0            | ?            | ?            | 2        | 0      | 0+          | 0+         |
| S. Campilongo      | 1        | 0       | ?           | ?          | -            | -            | -            | -            | 1        | 0      | 0+          | 0+         |
| V. Chimenti (II)   | 26       | 3       | ?           | ?          | 4            | 0            | ?            | ?            | 30       | 3      | ?           | ?          |
| N. Dal Corso       | 2        | 0       | ?           | ?          | -            | -            | -            | -            | 2        | 0      | 0+          | 0+         |
| N. Di Leo          | 1        | 0       | ?           | ?          | -            | -            | -            | -            | 1        | 0      | 0+          | 0+         |
| S. Di Somma        | 29       | 0       | ?           | ?          | 3            | 0            | ?            | ?            | 32       | 0      | ?           | ?          |
| N. D'Ottavio       | 6        | 0       | ?           | ?          | -            | -            | -            | -            | 6        | 0      | 0+          | 0+         |
| M. Esposito        | 1        | 0       | ?           | ?          | -            | -            | -            | -            | 1        | 0      | 0+          | 0+         |
| L. Facchini        | 14       | 1       | ?           | ?          | 4            | 0            | ?            | ?            | 18       | 1      | ?           | ?          |
| L. Favero          | 18       | 0       | ?           | ?          | -            | -            | -            | -            | 18       | 0      | 0+          | 0+         |
| G. Ferrante        | 13       | 0       | ?           | ?          | 1            | 0            | ?            | ?            | 14       | 0      | ?           | ?          |
| D. Ferrari         | 24       | 1       | ?           | ?          | 4            | 0            | ?            | ?            | 28       | 1      | ?           | ?          |
| M. Giovannelli     | 19       | 3       | ?           | ?          | -            | -            | -            | -            | 19       | 3      | 0+          | 0+         |
| F. Ipsaro Passione | 3        | 0       | ?           | ?          | 3            | 0            | ?            | ?            | 6        | 0      | ?           | ?          |
| Juary              | 22       | 8       | ?           | ?          | 1            | 0            | ?            | ?            | 23       | 8      | ?           | ?          |
| P. Milella         | 2        | 0       | ?           | ?          | 1            | 0            | ?            | ?            | 3        | 0      | ?           | ?          |
| M. Pecoraro Scanio | 1        | 0       | ?           | ?          | -            | -            | -            | -            | 1        | 0      | 0+          | 0+         |
| C. Pezzella        | 11       | 0       | ?           | ?          | -            | -            | -            | -            | 11       | 0      | 0+          | 0+         |
| G. Piangerelli     | 22       | 0       | ?           | ?          | -            | -            | -            | -            | 22       | 0      | 0+          | 0+         |
| M. Piga            | 27       | 2       | ?           | ?          | 3            | 0            | ?            | ?            | 30       | 2      | ?           | ?          |
| G. Redeghieri      | 6        | 0       | ?           | ?          | 4            | 0            | ?            | ?            | 10       | 0      | ?           | ?          |
| F. Rossi           | 29       | 0       | ?           | ?          | 4            | 0            | ?            | ?            | 33       | 0      | ?           | ?          |
| S. Tacconi         | 30       | -26     | ?           | ?          | 4            | -1           | ?            | ?            | 34       | -27    | ?           | ?          |
| P. Tagliaferri     | 27       | 1       | ?           | ?          | 4            | 0            | ?            | ?            | 31       | 1      | ?           | ?          |
| P. Valente         | 4        | 0       | ?           | ?          | -            | -            | -            | -            | 4        | 0      | 0+          | 0+         |
| M. Venturini       | 14       | 0       | ?           | ?          | 3            | 0            | ?            | ?            | 17       | 0      | ?           | ?          |
| B. Vignola         | 30       | 3       | ?           | ?          | 4            | 1            | ?            | ?            | 34       | 4      | ?           | ?          |